# Epitamyra
Epitamyra is een geslacht van vlinders van de familie snuitmotten (Pyralidae), uit de onderfamilie Chrysauginae.

## Soorten
- E. albomaculalis Möschler, 1890
- E. birectalis Hampson, 1897
- E. dispilalis Hampson, 1895
- E. minusculalis Möschler
- E. purpurascens Hampson, 1906
- E. thermalis Hampson, 1906